# Pawnee (Texas)
Pawnee es un lugar designado por el censo ubicado en el condado de Bee en el estado estadounidense de Texas. En el Censo de 2010 tenía una población de 166 habitantes y una densidad poblacional de 12,21 personas por km².

## Geografía
Pawnee se encuentra ubicado en las coordenadas 28°38′54″N 98°0′30″O / 28.64833, -98.00833. Según la Oficina del Censo de los Estados Unidos, Pawnee tiene una superficie total de 13.59 km², de la cual 13.59 km² corresponden a tierra firme y (0%) 0 km² es agua.

## Demografía
Según el censo de 2010, había 166 personas residiendo en Pawnee. La densidad de población era de 12,21 hab./km². De los 166 habitantes, Pawnee estaba compuesto por el 83.73% blancos, el 0% eran afroamericanos, el 0% eran amerindios, el 0% eran asiáticos, el 0% eran isleños del Pacífico, el 6.02% eran de otras razas y el 10.24% pertenecían a dos o más razas. Del total de la población el 76.51% eran hispanos o latinos de cualquier raza.